# Kosovo KS17
KS17 är den 17:e svenska kontingenten i Kosovo; en fredsbevarande enhet som Sverige skickade till Kosovo.
Den största delen av personalen var grupperad vid Camp Victoria, i Hajvalia utanför Pristina.

## Förbandsdelar
- Kontingentschef: Övlt Lars Gerhardsson
- B-Coy (mekaniserat skyttekompani): Mj Torbjörn Engelkes
- NSE: Mj Leif Nederman